# Steven Bramson
Steven Bramson est un compositeur de musiques de films.

## Filmographie
- 1987 : La loi est la loi ("Jake and the Fatman") (série télévisée)
- 1990 : Les Tiny Toons ("Tiny Toon Adventures") (série télévisée)
- 1992 : Les Vacances des Tiny Toons (Tiny Toon Adventures: How I Spent My Vacation) (vidéo)
- 1992 : Des souris à la Maison-Blanche (Capitol Critters) (série télévisée)
- 1992 : La Belle et le fantôme (Love Can Be Murder) (TV)
- 1995 : Young Indiana Jones and the Treasure of the Peacock's Eye (TV)
- 1995 : The Crude Oasis
- 1995 : JAG ("JAG") (série télévisée)
- 1995 : Space Mountain de la Terre à la Lune (attraction)
- 1997 : Casualties
- 1998 : Scooby Doo dans l'île des zombies (Scooby-Doo on Zombie Island) (vidéo)
- 2004 : Adventures in Animation 3D
- 2004 : U-Boat : Entre les mains de l'ennemi (In Enemy Hands)
- 2013 : Decoding Annie Parker de Steven Bernstein (en)

## Attraction
- 1995 : Space Mountain : De la Terre à la Lune